# Yuko Arimori
Yuko Arimori (Japans: 有森裕子, Arimori Yūko) (Okayama, 17 december 1966) is een Japanse langeafstandsloopster, die op de Olympische Spelen twee medailles op de marathon won.
Ze begon serieus met trainen nadat ze in 1989 klaar was met haar opleiding. In 1991 werd ze vierde op het IAAF wereldkampioenschap marathon in Tokio in een tijd van 2:31.08.
Op de Olympische Spelen van Barcelona in 1992 won Arimori de zilveren medaille op de marathon achter de Russische Valentina Jegorova (goud) en voor de Nieuw-Zeelandse Lorraine Moller (brons). Op de Olympische Spelen van Atlanta in 1996 won ze een bronzen medaille achter de Ethiopische Fatuma Roba (goud) en de Russische Walentina Jegorowa (zilver).
Haar persoonlijk record van 2:26.39 liep ze in 1999 op de Boston Marathon waar ze derde werd.

## Persoonlijke records
| Onderdeel      | Prestatie | Datum             | Plaats       |
| -------------- | --------- | ----------------- | ------------ |
| halve marathon | 1:12.52   | 17 september 2000 | Philadelphia |
| marathon       | 2:26.39   | 19 april 1999     | Boston       |

## Palmares

### 3 km
- 2000: 7e West End in BOulder - 10.01
- 2001: 15e West End in Boulder - 10.28

### 10 km
- 1989: 4e Tokyo Ladies Mini-Marathon - 34.11
- 1992: 5e Sanyo Women's in Okayama - 34.07
- 1993: 6e Sanyo Women's in Okayama - 33.53
- 1998: 9e Avon Running Denver - 39.30
- 2000: 19e Bolder Boulder - 36.26
- 2000: 12e New York Mini Marathon - 35.23
- 2000: 8e Peoples Heritage Beach to Beacon in Cape Elizabeth - 33.28
- 2005: 30e 10 km van New York - 38.55

### 15 km
- 2000:  Utica Boilermaker in Utica - 51.51

### 20 km
- 1989:  Kobe Women's - 1:10.04
- 1989:  Sanyo Women's in Okayama - 1:09.02
- 1990:  Sanyo Women's in Okayama - 1:10.18

### halve marathon
- 1991: 4e Sanyo Women's in Okayama - 1:13.18
- 1998: 5e Angkor Wat International in Siem Reap - 1:46.12
- 1999:  halve marathon van Kakogawa - 1:15.13
- 1999:  halve marathon van Las Vegas - 1:12.34
- 2000: 6e halve marathon van Philadelphia - 1:12.52
- 2000: 6e Angkor Wat International in Siem Reap - 1:54.29
- 2001: 5e America's Finest City in San Diego - 1:16.58
- 2007: 4e halve marathon van Carlsbad - 1:23.13

### marathon
- 1990: 6e marathon van Osaka - 2:32.51
- 1991:  marathon van Osaka- 2:28.01
- 1991: 4e WK in Tokio - 2:31.08
- 1992:  OS in Barcelona - 2:32.49
- 1995:  marathon van Sapporo - 2:29.17
- 1996:  marathon van Las Vegas - 1:11.05
- 1996:  OS in Atlanta - 2:28.39
- 1999:  Boston Marathon - 2:26.39
- 2000: 9e marathon van Osaka - 2:31.22
- 2000: 10e New York City Marathon - 2:31.12
- 2001:  marathon van Gold Coast - 2:35.40
- 2001: 10e marathon van Tokio - 2:31.00
- 2007: 5e marathon van Tokio - 2:52.45

- CiNii: DA10964146
- World Athletics: 14286104
- International Standard Name Identifier: 0000 0003 7625 7999
- Bibliotheek van het Japanse parlement: 00554514
- Virtual International Authority File: 252976864